# Superaustausch
Superaustausch ergibt eine indirekte Spinkopplung (Austauschwechselwirkung) magnetischer Momente in einem Stoff, die ferro- und antiferromagnetisch sein kann.
Die Kopplung erfolgt hierbei über ein vermittelndes, diamagnetisches Teilchen (z. B. Liganden). Dabei induziert der Spin eines besetzten Metallorbitals (meist ein d-Orbital) eine Spinpolarisation in einem vollständig besetzten, benachbarten Atomorbital (meist ein p-Orbital) des Liganden. In diesem Nachbarorbital müssen gemäß dem Pauli-Verbot die Spins eine antiparallele Anordnung haben, was zu einer antiparallelen Kopplung der Spins in einem weiteren benachbarten Metallatom führt und somit zu einer (anti-)ferromagnetischen (Teil-)Ordnung.
Der Superaustausch ist nur bei (annähernd) linearer Anordnung effektiv (~ „180°-Superaustausch“), da es sich bei einer zu großen Abweichung von der Linearität nicht mehr um ein, sondern um mehrere, allerdings magnetisch voneinander unabhängige vermittelnde Orbitale handelt.
Der Name wurde 1934 von Hendrik Anthony Kramers geprägt und 1950 vom  Träger des Nobelpreises für Physik Philip Warren Anderson vertieft. Diese Autoren haben nicht nur den Mechanismus beschrieben, sondern auch typische Anwendungen angegeben.

## Kanamori-Goodenough Regeln
Die Kanamori-Goodenough-Regeln beschreiben, ob durch die Superaustauschwechselwirkung eine ferro- oder eine antiferromagnetische Kopplung zu erwarten ist. Dies hängt ab vom Winkel zwischen den Bindungen der beiden Metall-Kationen. Die Regeln wurden von Philip Warren Anderson auf folgende Punkte vereinfacht:
1. Wenn zwei Kationen Keulen von einfach besetzten 3d-Orbitalen haben, die zueinander zeigen und große Überlappungen und Sprungintegrale ergeben, ist der Austausch stark und antiferromagnetisch (J < 0). Dies ist üblicherweise der Fall für 120°-180° M-O-M-Bindungen.
2. Wenn zwei Kationen ein Überlappungsintegral zwischen einfach besetzten 3d-Orbitalen haben, das durch Symmetrie Null ist, ist der Austausch ferromagnetisch und relativ schwach. Dies ist der Fall bei ~90° M-O-M-Bindungen.
3. Wenn zwei Kationen eine Überlappung zwischen einfach besetzten 3d-Orbitalen und leeren oder doppelt besetzten Orbitalen desselben Typs haben, ist der Austausch ebenfalls ferromagnetisch und relativ schwach.

## Beispiele
Beispiele  sind Oxide, die im NaCl-Typ kristallisieren (antiferromagnetisch, s. Abb.) oder Spinelle (ferrimagnetisch).

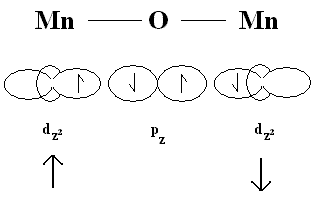
Superaustausch am Beispiel von MnO mit der Darstellung der Spins und Orbitalbezeichnungen

Quantenmechanische Störungsrechnung ergibt für die antiferromagnetische Wechselwirkung der Spins auf benachbarten Plätzen 1 bzw. 2 von Manganatomen im Kristallgitter von Mangan(II)-oxid den Energie-Operator:
{\displaystyle {\mathcal {H}}_{1,\,2}=+{\frac {2\,t_{Mn,\,O}^{2}}{U}}\,{\hat {S}}_{1}\cdot {\hat {S}}_{2}\,,}
wobei
- {\displaystyle t_{Mn,O}} die Hopping-Energie zwischen Mn- und Sauerstoff-Atom ist,
- U die für Mangan charakteristische Hubbard-Energie und
- {\displaystyle {\hat {S}}_{1}\cdot {\hat {S}}_{2}} das Skalarprodukt der Spin-Vektoren im Heisenberg-Modell.

Der Superaustausch ist dafür verantwortlich, dass bei Manganchalkogenen (MnO, MnS, MnSe) mit zunehmender Ordnungszahl eine Erhöhung der Néel-Temperatur zu beobachten ist. Dies rührt daher, dass die p-Orbitale der schwereren Chalkogene an Größe gewinnen und so eine bessere Überlappung mit den Metallorbitalen gewährleistet ist; dadurch wächst die Hopping-Energie.